# Juan de Tovar

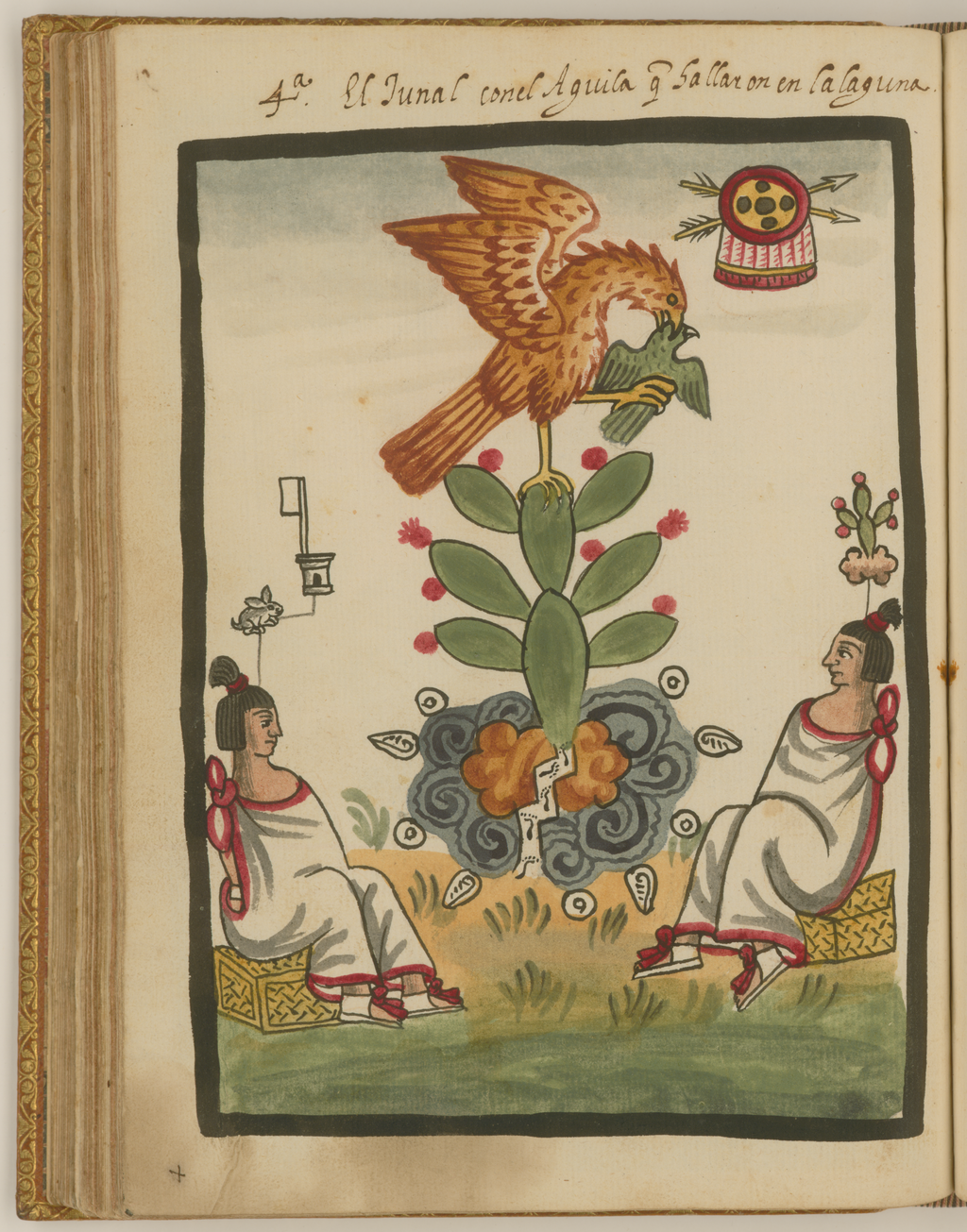
Còdex de Tovar

Juan de Tovar (1543 - 1623) va ser un sacerdot jesuïta i escriptor mexicà.
Fou un dels nombrosos fills del capità Juan de Tovar, qui va arribar juntament amb Pàmfil de Narváez durant la conquesta de Mèxic. La seva mare va ser una mestissa, neta del conqueridor Diego de Colio. De la seva mare va aprendre diverses llengües indígenes especialment el náhuatl, el otomí i el mazahua, va arribar a parlar-les amb gran fluïdesa, sent considerat com el «Ciceró mexicà».
En 1573 va ingressar en la Companyia de Jesús i va recórrer diverses zones de Mèxic recollint diversos testimoniatges dels indígenes fins a la seva mort.
Com a sacerdot jesuïta va impulsar el cultiu de les llengües mexicanes entre els seminaristes, ja que junt al llatí i el grec havien d'aprendre primer el nahuátl abans d'estudiar la filosofia i teologia.
Com a escriptor va plasmar una visió indigenista, descrivint les tradicions indígenes i l'enfrontament entre l'imperi espanyol i l'imperi asteca des del punt de vista dels vençuts i fou molt crític amb el comportament dels vencedors.

## Obra
La seva principal obra va ser la <<Història de la vinguda dels indis a poblar a Mèxic de les parts remotes d'Occident els successos i perigrinaciones del camí al seu govern, ídols i temples d'ells, ritus, cerimònies i calendaris dels temps>>, conegut també com el «Manuscrit Tovar», realitzat en 1585. Aquest còdex compila de manera detallada les cerimònies, governants i déus asteques del període precolombí.
- Relación de la benida de los yndios..., (M. Orozco i Berra), Mèxic, 1944.
- Dialogos y Catecismo de la lengua española, traducidos al mexicano, Mèxic, 1573.